# Papa Bonifaci V
Bonifaci V (Nàpols, ? - Roma, 625) va ser escollit papa el 8 de novembre de 618, però no va ser consagrat fins al 23 de desembre de l'any 619, passats onze mesos de la mort de l'anterior Papa, Deodat I, quan l'emperador Heracli el va reconèixer.
Va dedicar bona part dels seus esforços a la difusió del cristianisme a l'actual Anglaterra, especialment en la conversió del rei Edwin de Northúmbria. També va promulgar el decret pel qual les esglésies podrien ser considerades lloc d'asil per als perseguits que hi busquessin refugi.
Durant el seu pontificat, Mahoma va començar a predicar.
Va morir a Roma el 25 d'octubre de l'any 625.